# Canción novedad

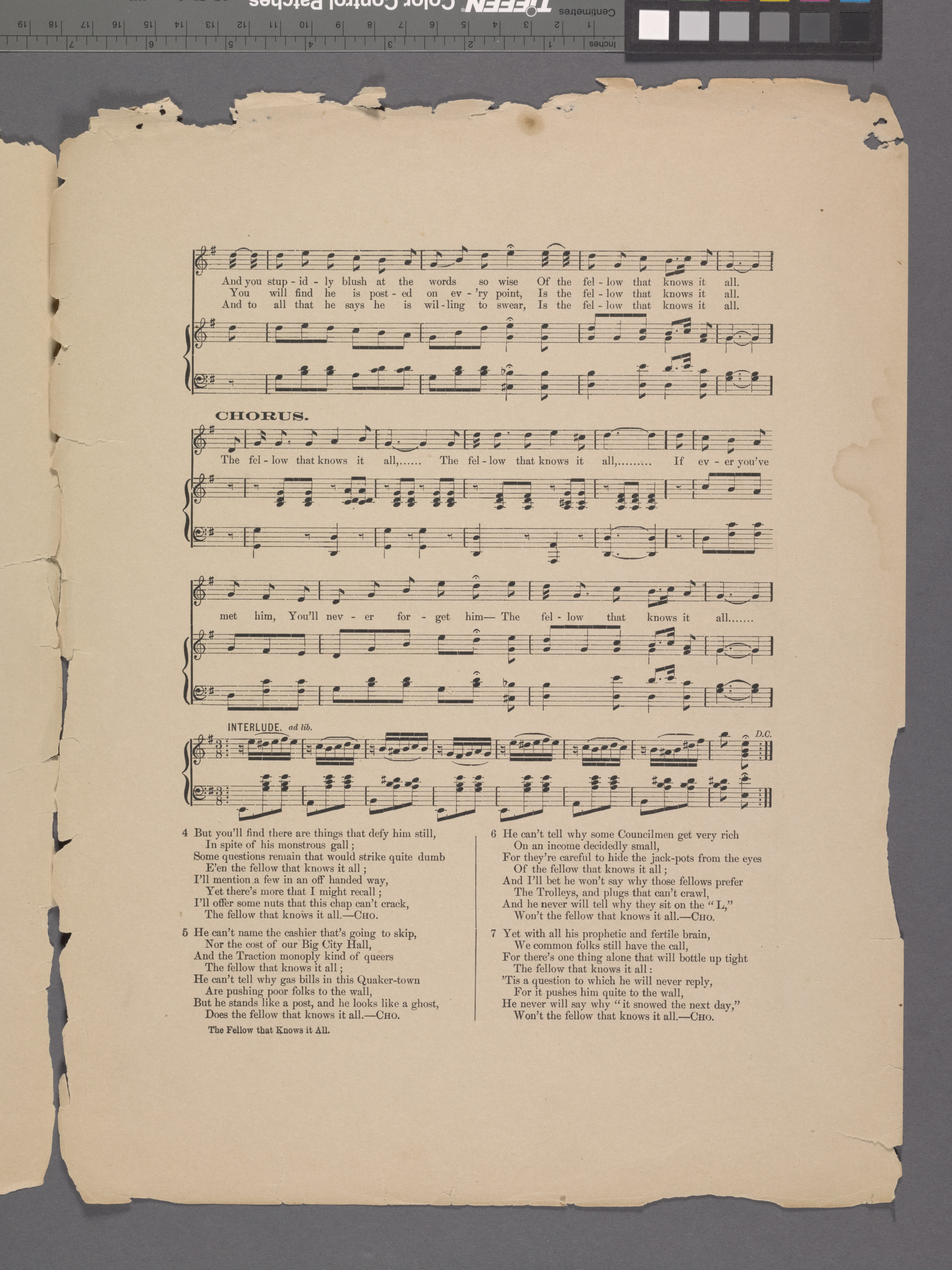
De los primeros escritos de la canción parodia o canción novedad. El nombre de la misma es: "The fellow that knows it all ".

Una canción novedad, o también canción parodia (en inglés novelty song) es una canción cómica o sin sentido, realizada principalmente para conseguir un efecto humorístico. 
En general, las canciones chistosas, o las que contienen elementos de humor, no son necesariamente canciones novedad. El término surgió del grupo de productores y compositores musicales llamado Tin Pan Alley al describir una de las grandes divisiones de la música popular. Las otras dos divisiones eran las baladas y la música de baile. Las canciones novedad alcanzaron una gran popularidad durante la década de los años 1920 y 1930.
Las canciones novedad son a menudo una canción parodia o de humor, y puede aplicarse a un suceso de actualidad, tales como vacaciones o una moda pasajera, como una danza. Muchas canciones de uso irregular, temas, sonidos, o instrumentación, ni siquiera pueden ser musicales. Tal es el caso de "They're Coming to Take Me Away Ha-Haaa!", tiene poco de música y se fija a un ritmo basado en un tambor y una pandereta. Otro ejemplo de canción novedad es la remezcla de "Axel F" por Crazy Frog, que comenzó siendo un tono de teléfono móvil.

## Historia
Las canciones novedad eran un alimento básico del Tin Pan Alley desde sus inicios en el siglo XIX. Los miembros del grupo continuaron proliferando en los primeros años del siglo XX, algunos llegando a ser uno de los mayores éxitos de la época.
Dentro de las variedades incluidas en las canciones hay trucos poco usuales, como el tartamudeo en "K-K-K-Katy", letras de canciones tontas como "Yes! We Have No Bananas", y las invocaciones de tierras extranjeras, con énfasis en general la sensación de exotismo en lugar de exactitud geográfica o antropológico, como "Oh By Jingo!" y "Nagasaki".
Décadas más tarde, una canción famosa de la década de 1940 la novedad "Der Fuehrer's Face" de 1942, y el sencillo # 1 de Billboard de 1952 "(How Much Is) That Doggie in the Window?" llegaron a tener tan notable difusión hasta el punto que la reacción hacia ellas se convirtió en molesta. 
Dickie Goodman, el padrino del género, enfrentó una demanda en 1956 por su canción "The Flying Saucer" al utiliza clips de 18 canciones diferentes, cada uno de los cuales fue un éxito Top 20 en 1955 o 1956.
El muestreo de "Yakety Yak" se convirtió en un sencillo número 1 el 21 de julio de 1958, y es la única canción novedad (# 346) en el listado de las Canciones del siglo de Recording Industry Association of America.
Autores satíricos como Stan Freberg y Tom Lehrer utilizaron canciones novedad para burlarse de la cultura pop contemporánea en la década de 1950. La primera grabación de Best Comedy Recording Grammy fue otorgado a "The Chipmunk Song (Christmas Don't Be Late)", que utiliza una técnica de voz acelerada para simular una voz de ardilla. En 1964, el Grammy a Grammy for Best Country and Western Album fue ganado por Roger Miller y su "Dang Me/Chug-a-Lug", quien tuvo algunas canciones novedad.
Las canciones novedad eran populares en la radio a través de la década de 1970 y 1980, hasta el punto en que no era raro escuchar que canciones novedad entraran en el top 40 (por ejemplo, Chuck Berry con "My Ding-A-Ling" fue todo un éxito al # 1 en el Billboard Hot 100 en 1972). 
En 1991, "The Stonk” canción novedad recaudó más de 100.000 libras para la organización benéfica Comic Relief. Después de que P.D.Q. Bach ganase en varias ocasiones el Grammy al Best Comedy Album (Mejor Álbum de Comedia) de 1990-1993, la categoría fue cambiada a Best Spoken Comedy Album  (Mejor Álbum Hablado de Comedia). La categoría Mejor Álbum de Comedia fue restablecida en 2004, cuando ganó "Weird Al" Yankovic con "Poodle Hat".
Emisoras de formato libre y estaciones orientadas al rock hicieron uso de las canciones novedad; incluyendo algunas de las obras más conocidas de Frank Zappa. A partir de 1970, el locutor y coleccionista de música conocido como Dr. Demento (Barret Eugene Hansen) realizó una sindicación a nivel nacional de programas de radio, lo que dio a las canciones novedad una toma de difundirse en gran parte de Estados Unidos. Esto duró hasta mediados de la década de 2000, cuando el espectáculo (reflejo de las tendencias en el género) se desvaneció en popularidad hasta su cancelación terrestre en junio de 2010. Las canciones novedad y parodias son regularmente transmitidos en la radio estadounidense por la mañana.